# Hrádek nad Nisou (hrad)
Hrádek nad Nisou je zaniklý hrad ve stejnojmenném městě v okrese Liberec. Stával v nároží ulic Hradební a Generála Svobody a nezachovaly se z něj žádné viditelné zbytky. V roce 1723 byla na jeho místě postavena textilní manufaktura, jejíž budova je od roku 1958 chráněna jako kulturní památka ČR.
Hrad s písemně doloženou kaplí si ve čtrnáctém století postavil pravděpodobně Jindřich z Donína. První písemná zmínka pochází z roku 1391. Zprávy o jeho další historii se nedochovaly, ale patřil pravděpodobně pánům z Donína. Od roku 1549 zde snad sídlili bratři Bedřich a Jaroslav z Donína. Při archeologickém průzkumu v roce 1928 byla odhalena část sklepů bývalého hradu.
Roku 1721 byl objekt upraven na byty úředníků a k hospodářským účelům (domy čp. 66, 67 a 68). V roce 1723 zde hraběnka Johanna Emerencie Gallasová nechala otevřít textilní manufakturu. Podnik však měl hospodářské problémy, a v roce 1812 byl upraven na výrobnu lahví pro minerální vodu z Lázní Libverda. Od roku 1850 v budově byly úřednické byty a v roce 1896 začal sloužit jako dětský útulek.